# Sebastopol (Califórnia)
Sebastopol é uma cidade localizada no estado americano da Califórnia, no condado de Sonoma. Foi incorporada em 13 de junho de 1902.
Pertence à rede das Cidades Cittaslow.

## Geografia
De acordo com o United States Census Bureau, a cidade tem uma área de 4,8 km², onde todos os 4,8 km² estão cobertos por terra.

### Localidades na vizinhança
O diagrama seguinte representa as localidades num raio de 16 km ao redor de Sebastopol.

## Demografia
Segundo o censo nacional de 2010, a sua população é de 7 379 habitantes e sua densidade populacional é de 1 540,03 hab/km². É a cidade que, em 10 anos, teve a maior redução populacional do condado de Sonoma. Possui 3 465 residências, que resulta em uma densidade de 723,16 residências/km².